# 千葉県立磯辺高等学校
千葉県立磯辺高等学校（ちばけんりつ いそべこうとうがっこう）は、千葉県千葉市美浜区磯辺二丁目にある県立高等学校。

## 設置学科
- 普通科

## 沿革
- 1978年4月10日 - 千葉市立高洲第二中学校にて開校式挙行

## 交通
- JR総武本線新検見川駅南口・JR京葉線検見川浜駅より千葉海浜交通バス「磯辺高校」行または「稲毛ヨットハーバー」行「磯辺高校」下車徒歩1分
- JR総武本線新検見川駅南口・JR京葉線検見川浜駅より千葉海浜交通バス「海浜病院」行「磯辺８丁目」下車徒歩10分
- JR京葉線稲毛海岸駅南口より千葉海浜交通バス「海浜病院」行「磯辺高校」停留所下車徒歩1分
- JR総武本線稲毛駅西口より千葉海浜交通バス「磯辺高校」行「磯辺高校」停留所下車徒歩1分
- JR京葉線検見川浜駅・京葉線稲毛海岸駅より徒歩20分
- 最寄駅からの自転車使用可能

## 部活動
体育系
- 陸上競技部
- テニス部
- バレーボール部
- バスケットボール部
- バドミントン部
- ワンダーフォーゲル部
- アーチェリー部
- 野球部
- サッカー部
- ラグビー部
- ソフトボール部
- ヨット部

文化系
- 吹奏楽部
- 美術部
- アニメーション部
- 文芸部
- 茶道部
- 書道部
- 演劇部

同好会
- 家庭科同好会
- 華道同好会
- コンピューター同好会
- 合唱同好会
- 化学同好会

## 周辺
- 千葉県立千葉西高等学校
- 千葉市立稲毛高等学校・附属中学校
- 千葉市立磯辺中学校
- 千葉市立海浜病院
- 稲毛海浜公園
- 検見川の浜

## 著名な卒業生
- タケト（お笑い芸人、Bコースメンバー）
- 斎藤恭紀（気象予報士、元衆議院議員）
- 桂小右治（落語家）